# Williamina Fleming
Williamina Paton Stevens Fleming (ur. 15 maja 1857 w Dundee, zm. 21 maja 1911 w Bostonie) – szkocka i amerykańska astronom.

## Życiorys
Córka Roberta Stevensa i Mary Walker, wyróżniała się zdolnościami do nauki. W wieku 20 lat wyszła za mąż za Jamesa Orra Fleminga i przeniosła się z nim do Bostonu w USA. Gdy była w ciąży mąż ją porzucił i musiała znaleźć inne źródło utrzymania. Została służącą w domu profesora Edwarda Pickeringa. Pickering był niezadowolony z pracy swoich asystentów-mężczyzn w Harvard College Observatory; zwalniając z pracy jednego z nich miał oświadczyć, że jego służąca na pewno lepiej wykona ich pracę.
Zgodnie z tą zapowiedzią, w 1881 zatrudnił Williaminę w swoim obserwatorium, gdzie od pewnego momentu analizowała widma gwiazd; gwiazdy, mające najwięcej wodoru w swoim spektrum były klasyfikowane jako „A”, a kolejne litery alfabetu oznaczały malejącą ilość wodoru. Później astronom Annie Jump Cannon poprawiła ten system na prostszy, oparty na temperaturze gwiazd.
Williamina Fleming współpracowała w tworzeniu Katalogu Henry’ego Drapera. W ciągu 9 lat skatalogowała ponad 10 000 gwiazd, odkryła 59 mgławic, ponad 310 gwiazd zmiennych i 10 nowych. W 1907 opublikowała listę odkrytych przez siebie 222 gwiazd zmiennych.
W 1888 odkryła Mgławicę Koński Łeb. Z jej inicjatywy w obserwatorium powołano zespół kobiet, wykonujących zadania związane z pracą naukową. W 1899 otrzymała tytuł kuratora harwardzkiej kolekcji fotografii astronomicznych. W 1906 otrzymała członkostwo honorowe Królewskiego Towarzystwa Astronomicznego w Londynie (jako pierwsza Amerykanka), a w 1911 medal Guadalupe Almendaro za odkrycie nowych gwiazd. Opublikowała:   A Photographic Study of Variable Stars  (1907) i  Spectra and Photographic Magnitudes of Stars in Standard Regions  (1911). Zmarła na grypę.
Jej nazwiskiem został nazwany krater Fleming na Księżycu.